# Ligustrum ovalifolium
Espèce
Classification phylogénétique
Ligustrum ovalifolium, le Troène à feuilles ovales, est une espèce de plantes à fleurs dicotylédones de la famille des Oleaceae. C'est un arbuste originaire du Japon et de Corée. Il est parfois appelé « troène de Californie » bien qu'elle soit originaire d'Asie.
L'espèce a été introduite en Europe en 1885 après avoir été introduite en Californie, d'où son nom vernaculaire.

## Description
C'est un arbuste mesurant de 3 à 5 mètres. Ses feuilles semi-persistantes sont violacées en hiver. Ses fleurs blanches, odorantes sont réunies en grappes dressées en été. Il est très rustique et son développement est rapide.

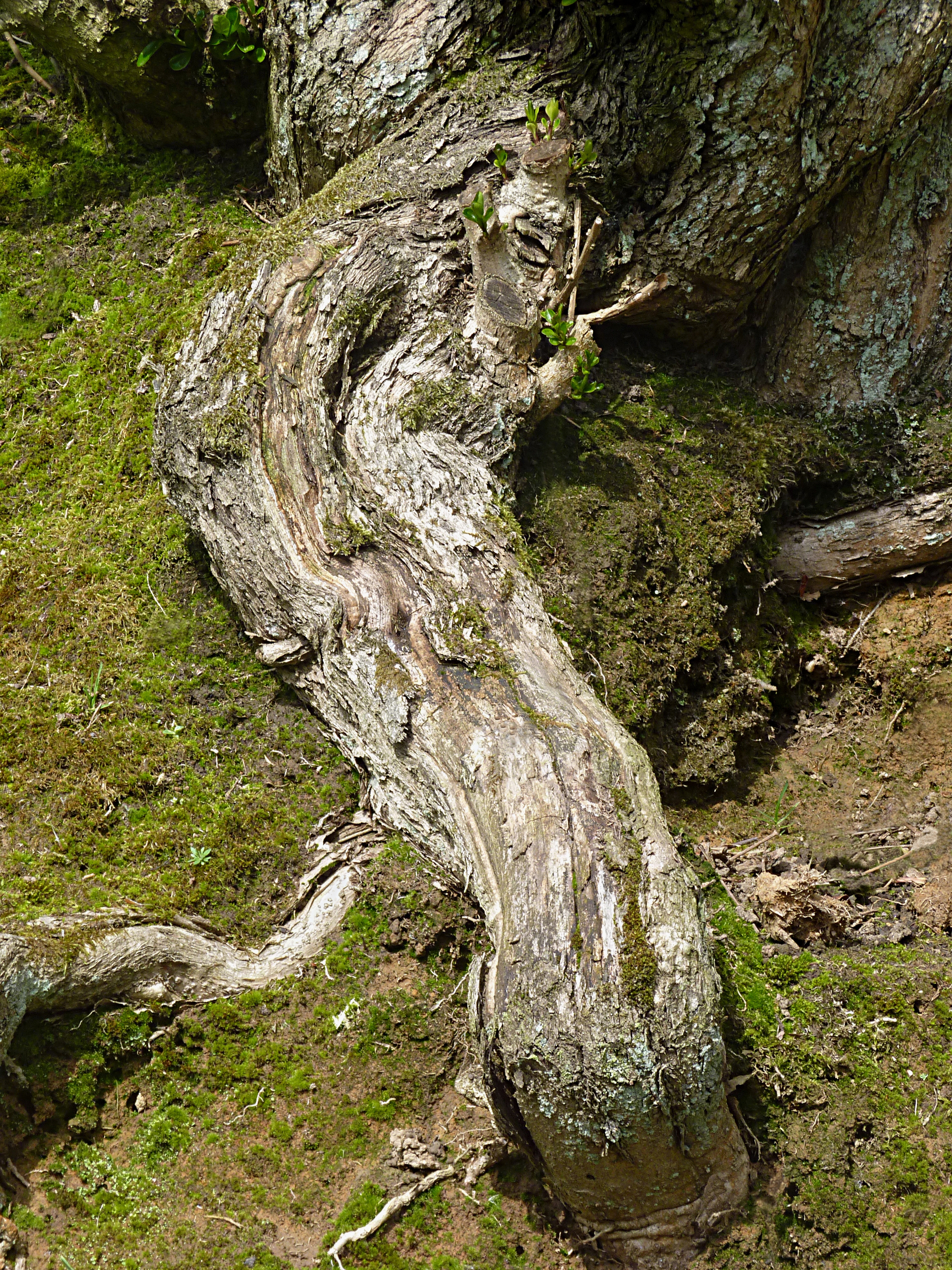
Racines de Ligustrum ovalifolium.

## Caractère envahissant
Ligustrum ovalifolium est considérée comme une plante envahissante dans diverses régions où elle a été introduite, en particulier aux États-Unis.